# Ulla Popken
La Ulla Popken GmbH è un'azienda di moda tedesca dell'Hahn-Lehmden (comunemente Rastede) che vende moda femminile di taglie forti per corrispondenza, via Internet, qualche filiale e su partner di franchising. Con un fatturato annuo di 250 milioni di euro, l'azienda occupò nel 2005 il 24º posto nella classifica dei più grossi grandi magazzini della Germania.

## Storia dell'azienda
Johann Popken (1855-1905) fondò nel 1880 ad Hameln l'azienda tessile Popken. Suo nipote Friedrich Popken aprì ad Oldenburg nel 1968, insieme con sua moglie Ursula, il suo primo proprio negozio di abbigliamento taglie forti e bambino con il nome di Mami & Baby. Nel 1977 si sviluppò il concetto di catena di filiali su territorio nazionale per moda specializzata in taglie forti. Già nell'anno seguente aprirono tre negozi a Brema, Amburgo e Hannover. Nel 1984 Popken fu poi l'affiliante per la moda specializzata in taglie forti. Questo fu il trampolino di lancio verso la salita nella vendita per corrispondenza. Questo passo portò il leader del mercato tra gli specialisti della moda specializzata in taglie forti della Germania. Qui sempre più giovani donne che non riuscivano a trovare da nessuna parte vestiti per taglie forti, divennero clienti, e aiutarono a dischiudere questo mercato di nicchia. 

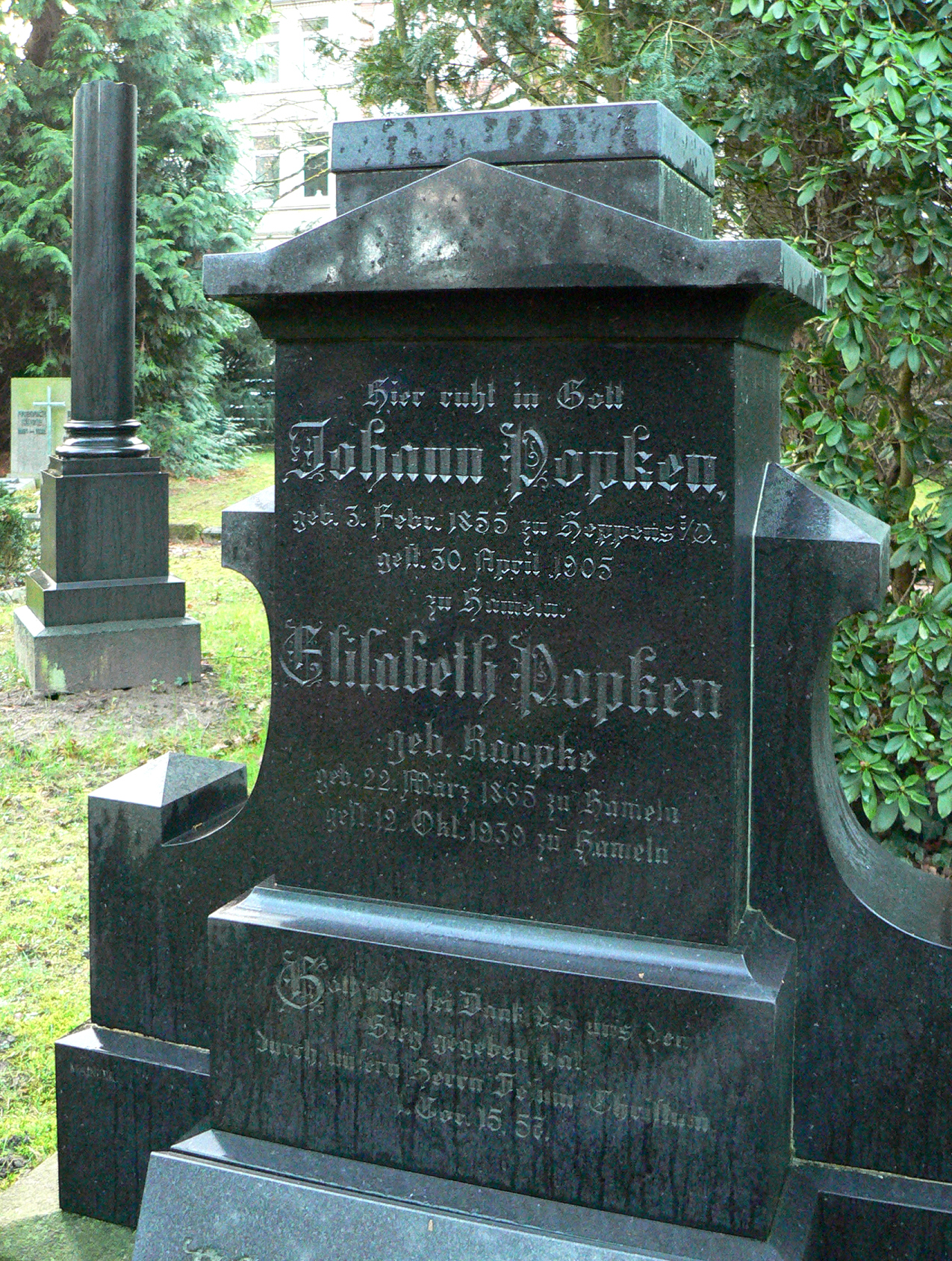
Lapide del fondatore Johann Popken ad Hameln

Il 1 marzo 1987 l'azienda si iscrisse nel registro di commercio con il nome di Ulla Popken, moda giovane dalla taglia 42 in poi. Nel 1987 furono aperti i primi dieci negozi di questa categoria. L'11 marzo 2008 si avviò il ricambio generazionale. Friedrich Popken consegnò la maggior parte della sua quota a sua figlia Astrid e al suo genero Thomas Schneider. Dal 1 luglio 2008 il sarto dell'azienda è socio attivo. Nel frattempo si aprirono più di 300 filiali, sia di corrispondenza sia di e-commerce. 
Nel marchio Ulla Popken rientra anche il marchio maschile JP 1880, chiamato così dal fondatore Johann Popken. Anche questo fu commercializzato in filiali e online. Il 1 gennaio 2012 l'azienda Ulla Popken è stata assunta nel Buddelei Mode GmbH & Co. KG con sede a Oldenburg. Questa azienda è stata portata avanti dalla nuova azienda Gina Laura GmbH & Co. KG. Nel 2013 l'azienda tessile è entrata nella TopShop Stationär, guadagnandosi il bronzo nella categoria di prestazione della consulenza e oro nella categoria di servizio. Nel 2013 è stata presentata a Berlino la prima collezione in collaborazione con il designer Harald Glööckler.
Dal 2015, in collaborazione con JP 1880 e Miss Germany Corporation, è stata ricercata la "Miss & Mister Plus Size Germany".
Nel 2016 al primo show di modelle curvy di Curvy Supermodel – Echt. Schön. Kurvig è stata presentata la campagna invernale 2016 dell'etichetta giovanile Studio Untold di Ulla Popken. La vincitrice è stata Céline Denefleh.